# Copelatus chevrolati
Copelatus chevrolati es una especie de escarabajo buceador del género Copelatus, de la subfamilia Copelatinae, en la familia Dytiscidae. Fue descrito por Aubé en 1838. Hay dos subespecies descritas: C. c. chevrolati y C. c. renovatus.

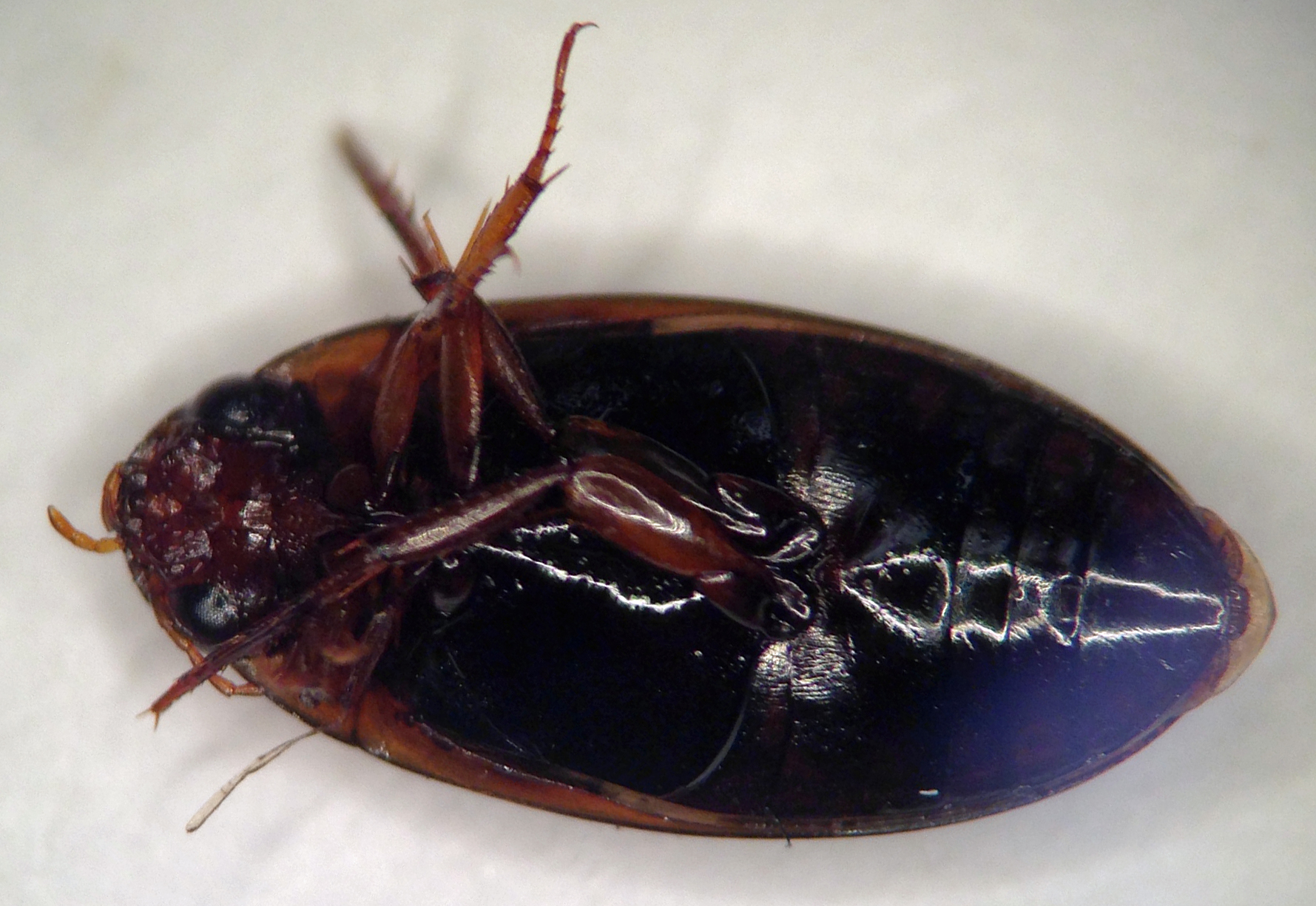
Vista ventral

## Distribución
Copelatus chevrolati abarca el sur y el centro de los Estados Unidos desde Carolina del Norte al oeste hasta California y Texas y Florida al norte hasta Dakota del Sur y Míchigan , con registros del sur de Ontario. Copelatus chevrolati renovatus es la subespecie occidental, mientras que C. c. chevrolati es la subespecie oriental.

## Descripción
Los adultos varían en longitud de 5,3 a 6,7 milímetros (0,21 a 0,26 pulgadas) y ancho de 2,6 a 3,1 milímetros (0,10 a 0,12 pulgadas) y su color varía de marrón rojizo pálido a marrón rojizo más oscuro. Se distinguen de otras especies de Copelatus de América del Norte por tener 8 o 9 estrías discales.